# Temporada 1951-52 de los Fort Wayne Pistons
La Temporada 1951-52 fue la cuarta de los Fort Wayne Pistons en la NBA. La temporada regular acabó con 29 victorias y 37 derrotas, clasificándose para los playoffs, en los que cayeron en las semifinales de división ante los Rochester Royals.

## Elecciones en elDraft
| Ronda | Puesto | Jugador       | Posición | Nacionalidad   | Universidad  |
| ----- | ------ | ------------- | -------- | -------------- | ------------ |
| 1     | 4      | Zeke Sinicola | Base     | Estados Unidos | Niagara      |
| 2     | 13     | Jack Kiley    | Base     | Estados Unidos | Syracuse     |
| 3     | 23     | Jake Fendley  | Alero    | Estados Unidos | Northwestern |

## Temporada regular
| División Oeste           | División Oeste | División Oeste | División Oeste | División Oeste | División Oeste | División Oeste | División Oeste | División Oeste |
| Equipo                   | G              | P              | %              | PD             | Casa           | Fuera          | Neutral        | Div            |
| ------------------------ | -------------- | -------------- | -------------- | -------------- | -------------- | -------------- | -------------- | -------------- |
| x-Rochester Royals       | 41             | 25             | .621           | -              | 28-5           | 12-18          | 1-2            | 22-14          |
| x-Minneapolis Lakers     | 40             | 26             | .606           | 1              | 21-5           | 13-20          | 6-1            | 24-12          |
| x-Indianapolis Olympians | 34             | 32             | .515           | 7              | 25-6           | 4-24           | 5-2            | 18-18          |
| x-Fort Wayne Pistons     | 29             | 37             | .439           | 12             | 22-11          | 6–24           | 1-2            | 17-19          |
| Milwaukee Hawks          | 17             | 49             | .258           | 24             | 8-13           | 3–22           | 6-14           | 9-27           |

## Playoffs

### Semifinales de División
Rochester Royals - Fort Wayne Pistons
| Fecha       | Partido                                    | Ciudad     |
| ----------- | ------------------------------------------ | ---------- |
| 18 de marzo | Rochester Royals 95, Fort Wayne Pistons 78 | Rochester  |
| 20 de marzo | Fort Wayne Pistons 86, Rochester Royals 92 | Fort Wayne |
|             | Rochester gana las series 2-0              |            |

## Estadísticas
| Rk | Jugador       | Edad | P  | PT | MP   | TC  | TCI  | %TC  | 3P | 3PI | %3P | TL  | TLI | %TL  | RO | RD | RT   | AS  | RB | TAP | BP | FP  | PTS  |
| 1  | Frankie Brian | 28   | 66 |    | 40.5 | 5.2 | 14.7 | .352 |    |     |     | 5.6 | 6.6 | .848 |    |    | 3.5  | 3.5 |    |     |    | 3.3 | 15.9 |
| 2  | Larry Foust   | 23   | 66 |    | 39.6 | 5.9 | 15.0 | .394 |    |     |     | 4.0 | 6.0 | .678 |    |    | 13.3 | 3.0 |    |     |    | 3.7 | 15.9 |
| 3  | Fred Schaus   | 26   | 62 |    | 41.6 | 4.5 | 12.5 | .361 |    |     |     | 5.0 | 6.0 | .833 |    |    | 7.0  | 4.0 |    |     |    | 3.6 | 14.1 |
| 4  | Jack Kerris   | 27   | 66 |    | 32.5 | 2.8 | 7.3  | .388 |    |     |     | 3.3 | 4.9 | .668 |    |    | 7.8  | 3.2 |    |     |    | 4.0 | 8.9  |
| 5  | Ralph Johnson | 30   | 66 |    | 34.3 | 3.2 | 9.0  | .356 |    |     |     | 1.5 | 2.1 | .721 |    |    | 3.4  | 3.2 |    |     |    | 3.7 | 7.9  |
| 6  | Dike Eddleman | 29   | 16 |    | 18.0 | 2.7 | 7.1  | .381 |    |     |     | 1.1 | 2.4 | .462 |    |    | 2.3  | 1.4 |    |     |    | 3.7 | 6.5  |
| 7  | Bill Closs    | 30   | 57 |    | 19.6 | 2.1 | 6.8  | .308 |    |     |     | 1.9 | 2.8 | .682 |    |    | 3.6  | 1.3 |    |     |    | 2.2 | 6.1  |
| 8  | Chuck Share   | 24   | 63 |    | 14.0 | 1.2 | 3.7  | .322 |    |     |     | 1.5 | 2.5 | .619 |    |    | 5.3  | 1.0 |    |     |    | 2.2 | 3.9  |
| 9  | Don Otten     | 30   | 7  |    | 9.0  | 0.7 | 2.9  | .250 |    |     |     | 2.0 | 2.3 | .875 |    |    | 2.9  | 0.7 |    |     |    | 2.7 | 3.4  |
| 10 | Jake Fendley  | 22   | 58 |    | 11.2 | 0.9 | 2.9  | .318 |    |     |     | 1.3 | 1.6 | .789 |    |    | 1.4  | 1.0 |    |     |    | 2.0 | 3.2  |
| 11 | Jack Kiley    | 23   | 47 |    | 10.1 | 0.9 | 4.1  | .228 |    |     |     | 0.6 | 1.1 | .556 |    |    | 1.0  | 1.3 |    |     |    | 1.1 | 2.5  |
| 12 | Art Burris    | 27   | 29 |    | 8.4  | 0.6 | 2.6  | .240 |    |     |     | 0.2 | 0.4 | .583 |    |    | 1.7  | 0.4 |    |     |    | 1.3 | 1.5  |
| 13 | Zeke Sinicola | 23   | 3  |    | 5.0  | 0.3 | 1.3  | .250 |    |     |     | 0.0 | 0.7 | .000 |    |    | 0.3  | 0.0 |    |     |    | 0.7 | 0.7  |

## Galardones y récords
| Jugador     | Galardón                    |
| Larry Foust | 2º Mejor quinteto de la NBA |